# Sternidius decorus
Sternidius decorus es una especie de escarabajo longicornio del género Sternidius, tribu Acanthocinini, subfamilia Lamiinae. Fue descrita científicamente por Fall en 1907.
La especie se mantiene activa durante los meses de junio, julio, agosto y septiembre.

## Descripción
Mide 4,2-8,5 milímetros de longitud.

## Distribución
Se distribuye por Estados Unidos.